# Catostomus xanthopus
Catostomus xanthopus és una espècie de peix de la família dels catostòmids i de l'ordre dels cipriniformes.